# Piotr Lewandowski (polityk)
Piotr Adam Lewandowski (ur. 28 sierpnia 1947 w Gryfinie) – polski polityk, nauczyciel akademicki, poseł na Sejm III kadencji.

## Życiorys
Ukończył studia na Wydziale Nawigacyjnym Wyższej Szkoły Morskiej w Szczecinie (1979) oraz na Wydziale Ekonomiczno-Inżynieryjnym Transportu Politechniki Szczecińskiej, następnie uzyskał stopień doktora. Pracował jako kapitan żeglugi wielkiej, prowadził własną działalność gospodarczą. W latach 1994–1998 był radnym Szczecina.
W 1997 został wybrany posłem III kadencji (1997–2001) z listy Unii Wolności, wybranego w okręgu szczecińskim. Pod koniec kadencji przeszedł do Platformy Obywatelskiej, z list której bez powodzenia kandydował do Sejmu w wyborach parlamentarnych w 2001 i 2005. Od 1998 do 2006 był radnym sejmiku zachodniopomorskiego. Wystartował w wyborach samorządowych w 2006, ubiegając się jako niezależny kandydat o stanowisko prezydenta Szczecina. Otrzymał 415 głosów (0,30%), co dało mu ostatnie, 9. miejsce.
W latach 1994–2001 był członkiem Unii Wolności, następnie do 2006 należał do Platformy Obywatelskiej. Podjął pracę jako adiunkt w szczecińskich szkołach wyższych.